# چمنک
چمنک، دم روباهک (نام علمی: Vulpia) مترادف (نام علمی: Nardurus) نام یک سرده از تیره گندمیان است.